# Tadeusz Moszyński (prawnik)
Tadeusz Moszyński (ur. 1878, zm. 1940) – polski prawnik, adwokat, sędzia, notariusz, senator III kadencji, ofiara zbrodni katyńskiej.

## Życiorys
Był synem Gustawa. W 1896 zdał egzamin dojrzałości w C. K. Gimnazjum w Złoczowie. Ukończył studia prawnicze. Do 1919 pracował jako adwokat w Petrykowie n. Prypecią. Od 1922 do 1923 był sędzią w Pińsku, a później prowadził biuro notarialne w tym mieście oraz w Łucku. Uzyskał mandat senatora w trakcie III kadencji Senatu RP (1930–1935) na liście nr 1 (BBWR) w województwa poleskiego, po tym jak mandatu zrzekł się Michał Wyrostek. Złożył ślubowanie 16 stycznia 1935.
Po wybuchu II wojny światowej i agresji ZSRR na Polskę z 17 września 1939 został aresztowany przez NKWD w Łucku. Został uwięziony przez NKWD w Przemyślu, później we Lwowie. Jego nazwisko znalazło się na tzw. Ukraińskiej Liście Katyńskiej opublikowanej w 1994 (został wymieniony na liście wywózkowej 43/1-13 oznaczony numerem 2013). Został pochowany na otwartym w 2012 Polskim Cmentarzu Wojennym w Kijowie-Bykowni.
Jego żoną była Gabriela z domu Zapolska-Downar (zm. 1945).
Tadeusz Moszyński został upamiętniony na tablicy pamiątkowej odsłoniętej 3 lipca 1999 w gmachu Senatu RP ku czci senatorów II RP, którzy zginęli w czasie II wojny światowej i okresie powojennych represji.

## Ordery i odznaczenia
- Złoty Krzyż Zasługi (10 listopada 1933)[6]